# Comuna Valea Vinului, Satu Mare
Valea Vinului (în maghiară: Szamosborhíd) este o comună în județul Satu Mare, Transilvania, România, formată din satele Măriuș, Roșiori, Sâi și Valea Vinului (reședința).

## Demografie
Componența etnică a comunei Valea Vinului
     Români (83,06%)
     Romi (3,6%)
     Maghiari (1,9%)
     Alte etnii (0,7%)
     Necunoscută (10,75%)
Componența confesională a comunei Valea Vinului
     Ortodocși (80,28%)
     Romano-catolici (4,99%)
     Penticostali (1,39%)
     Greco-catolici (1,01%)
     Alte religii (1,26%)
     Necunoscută (11,06%)
Conform recensământului efectuat în 2021, populația comunei Valea Vinului se ridică la 1.582 de locuitori, în scădere față de recensământul anterior din 2011, când fuseseră înregistrați 2.067 de locuitori. Majoritatea locuitorilor sunt români (83,06%), cu minorități de romi (3,6%) și maghiari (1,9%), iar pentru 10,75% nu se cunoaște apartenența etnică. Din punct de vedere confesional, majoritatea locuitorilor sunt ortodocși (80,28%), cu minorități de romano-catolici (4,99%), penticostali (1,39%) și greco-catolici (1,01%), iar pentru 11,06% nu se cunoaște apartenența confesională.

## Politică și administrație
Comuna Valea Vinului este administrată de un primar și un consiliu local compus din 11 consilieri. Primarul, Radu Cristea[*], de la Partidul Social Democrat, este în funcție din 2008. Începând cu alegerile locale din 2024, consiliul local are următoarea componență pe partide politice:
|  | Partid                          | Consilieri | Componența Consiliului | Componența Consiliului | Componența Consiliului | Componența Consiliului | Componența Consiliului |
|  | ------------------------------- | ---------- | ---------------------- | ---------------------- | ---------------------- | ---------------------- | ---------------------- |
|  | Partidul Social Democrat        | 5          |                        |                        |                        |                        |                        |
|  | Uniunea Salvați România         | 2          |                        |                        |                        |                        |                        |
|  | Partidul Național Liberal       | 2          |                        |                        |                        |                        |                        |
|  | Alianța pentru Unirea Românilor | 2          |                        |                        |                        |                        |                        |